# Hydroizopieza
Hydroizopieza (ang. isopiestic line) – linia łącząca na mapie punkty jednakowego ciśnienia piezometrycznego, napiętego zwierciadła wód podziemnych, leżące na tej samej wysokości względem przyjętego poziomu odniesienia, z reguły morza.
Hydroizopiezy nie obrazują stanu energetycznego strumienia wody podziemnej - jest ona wyrażana wspólnie z wysokością hydrauliczną.